# 耶爾斯塔
耶爾斯塔（挪威語：Gjerstad）是挪威阿格德爾郡的一個市镇，行政中心为耶爾斯塔村。市镇面积为322平方公里，人口数量为2,428人（2020年），人口密度为每平方公里7.9人。